# Nassima Saifi
Nassima Saifi (n. 29 octombrie 1988, Provincia Mila, Algeria) este o atletă paralimpică din Algeria concurentă, în principal, la categoria F58. Specializată în aruncarea discului și aruncarea greutății, Saifi a câștigat două medalii de aur paralimpic și a fost de trei ori campioană mondială.